# San José de Bruzual
Pour les articles homonymes, voir San José et Bruzual.
San José de Bruzual est la capitale de la paroisse civile de Bruzual de la municipalité d'Urumaco de l'État de Falcón au Venezuela.